# Alberto Gaviorno
Alberto Gaviorno (Casale Monferrato, 16 maggio 1901 – Milano, 16 dicembre 1966) è stato un calciatore italiano, di ruolo portiere.

## Carriera
Con il Casale disputa 20 gare nel campionato di Prima Divisione 1923-1924.